# Slavomír Páleš
Slavomír Páleš (* 19. října 1960) je bývalý slovenský fotbalista.

## Fotbalová kariéra
V československé lize hrál za Duklu Banská Bystrica. V lize nastoupil v 8 utkáních.

## Ligová bilance
| Ročník                                   | Zápasy | Góly | Klub                  |
| ---------------------------------------- | ------ | ---- | --------------------- |
| 1. československá fotbalová liga 1980/81 | 4      | 0    | Dukla Banská Bystrica |
| 1. československá fotbalová liga 1981/82 | 4      | 0    | Dukla Banská Bystrica |
| CELKEM                                   | 8      | 0    |                       |